# Ancourt
Ancourt ist eine französische Gemeinde mit 627 Einwohnern (Stand: 1. Januar 2022) im Département Seine-Maritime in der Region Normandie. Sie gehört zum Arrondissement Dieppe und zum Kanton Dieppe-2 (bis 2015: Kanton Dieppe-Est). Die Einwohner werden Ancourtais genannt.

## Geographie
Ancourt liegt etwa fünf Kilometer südlich der Alabasterküste zum Ärmelkanal und etwa sieben Kilometer südöstlich von Dieppe am Fluss Eaulne. Umgeben wird Ancourt von den Nachbargemeinden Petit-Caux im Norden, Sauchay und Bellengreville im Osten, Saint-Nicolas-d’Aliermont im Südosten, Arques-la-Bataille im Süden sowie Martin-Église im Westen.

## Bevölkerungsentwicklung
| Jahr                      | 1962 | 1968 | 1975 | 1982 | 1990 | 1999 | 2006 | 2013 |
| Einwohner                 | 531  | 526  | 517  | 540  | 621  | 681  | 707  | 697  |
| Quelle: Cassini und INSEE |      |      |      |      |      |      |      |      |

## Sehenswürdigkeiten

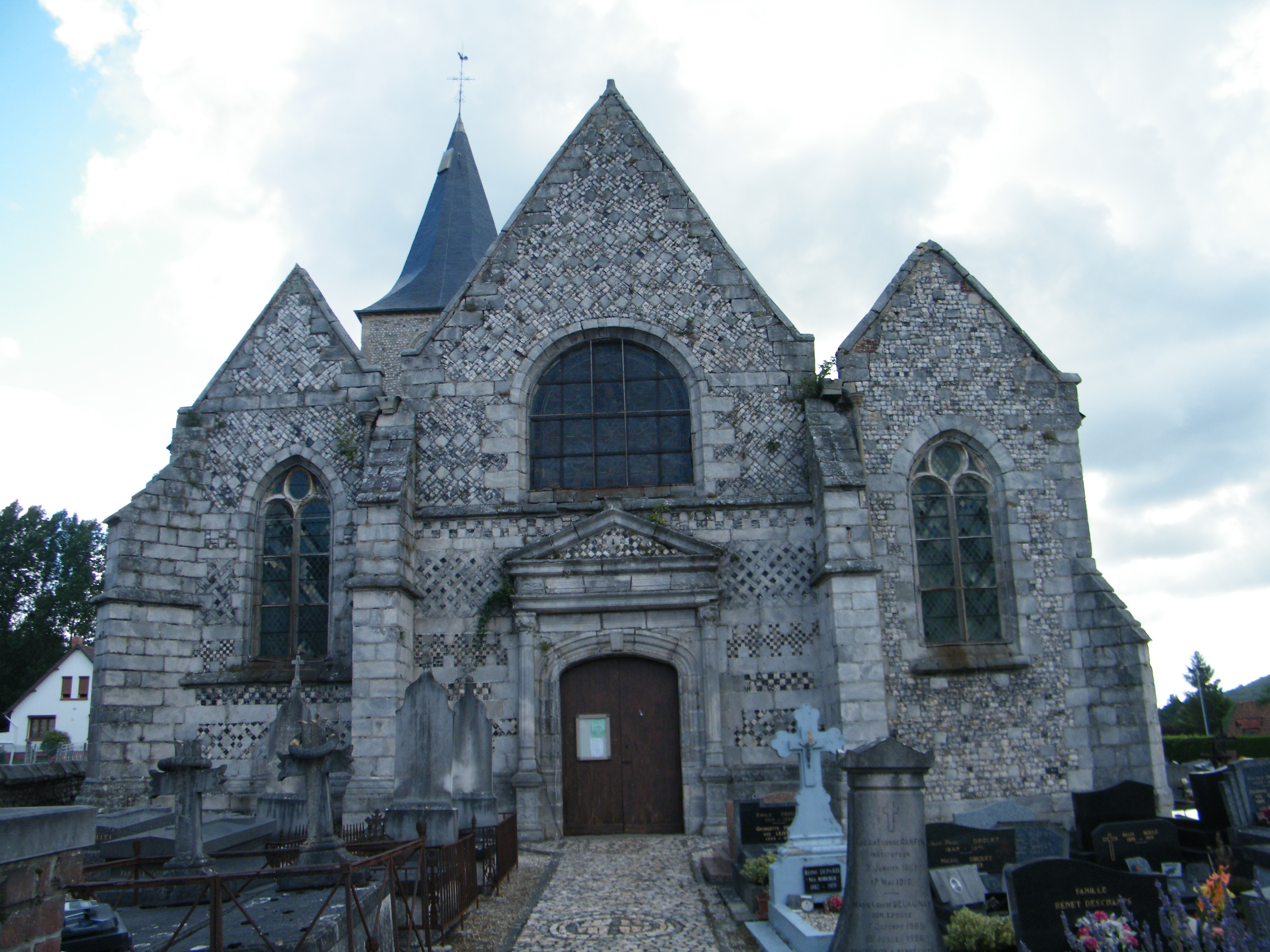
Kirche Saint-Saturnin

- Kirche Saint-Saturnin aus dem 16. Jahrhundert, im 19. Jahrhundert restauriert
- ursprünglich Burg Pont-Trancard aus dem 11. Jahrhundert, spätere Umbauten zum Schloss bis in das 19. Jahrhundert
- Mehrere Mühlen